# Kyak
Kyak (ISO 639-3: bka; auch Bambuka und Nyakyak genannt) ist eine in Nigeria gesprochene Sprache, die zur Adamaua-Untergruppe der Niger-Kongo-Sprachfamilie gehört.
Kyak wird von rund 5.000 Personen im Local Government Area Karim Lamido im nigerianischen Bundesstaat Taraba gesprochen.